# Distretto di Ełk
Il distretto di Ełk (in polacco powiat ełcki) è un distretto polacco appartenente al voivodato della Varmia-Masuria.

## Geografia antropica

### Suddivisioni amministrative
Il distretto comprende 5 comuni.
- Comuni urbani: Ełk
- Comuni rurali: Ełk, Kalinowo, Prostki, Stare Juchy